# NGC 6361
NGC 6361 este o interacțiune de galaxii situată în constelația Dragonul. A fost descoperită în 18 august 1886 de către Lewis A. Swift. Se află la o distanță de 55,98 de megaparseci de Pământ.